# 2018. évi téli olimpiai játékok
A 2018. évi téli olimpiai játékok, hivatalos nevén a XXIII. téli olimpiai játékok egy több sportot magába foglaló nemzetközi sportesemény volt, amit 2018. február 9. és február 25. között rendeztek a dél-koreai Phjongcshangban.

## Pályázatok és eredményhirdetés
Az olimpia megrendezésére három város adta be pályázatát. A rendező várost 2011. július 6-án jelentette be a Nemzetközi Olimpiai Bizottság (IOC) a 123. IOC Gyűlésen Durbanban, a Dél-afrikai Köztársaságban.
| Annecy | Franciaország | Annecy 2018       |  |  |  |  |  |  |  |
| |               |                   |  |  |  |  |  |  |  |
| München | Németország   | München 2018      |  |  |  |  |  |  |  |
| München korábban 1972-ben rendezett nyári olimpiát. 2007 decemberében a Német Olimpiai Bizottság (DOSB) egyhangúlag támogatta a pályázatot. Amennyiben a város elnyerné a rendezés jogát, akkor München lenne az első város, amely nyári és téli olimpiát is rendez. A versenyeknek három fő helyszíne lett volna: a jeges sportokat a városban, az alpesisít, sífutást, síugrást, sílövészetet és a hódeszkát Garmisch-Partenkirchenben rendezték volna, amely 1936-ban rendezett téli olimpiát. A szánkó-, szkeleton- és a bobversenyeknek Königssee adott volna otthont. |               |                   |  |  |  |  |  |  |  |
| |               |                   |  |  |  |  |  |  |  |
| Phjongcshang (Pyeongchang) | Dél-Korea     | Phjongcshang 2018 |  |  |  |  |  |  |  |
| Phjongcshang (Pyeongchang) a 2010-es és 2014-es téli játékokra is pályázott. |               |                   |  |  |  |  |  |  |  |

A helyszín már a szavazás első fordulójában eldőlt, Phjongcshang (Pyeongchang) a szavazatok több mint 50%-át megszerezte, így a dél-koreai város kapta meg a 2018. évi téli olimpiai játékok rendezési jogát.
| A szavazás eredménye       | A szavazás eredménye | A szavazás eredménye |
| Város                      | Nemzet               | Forduló              |
| Város                      | Nemzet               | 1                    |
| -------------------------- | -------------------- | -------------------- |
| Phjongcshang (Pyeongchang) | Dél-Korea            | 63                   |
| München                    | Németország          | 25                   |
| Annecy                     | Franciaország        | 7                    |

## Olimpiai fejlesztések és felkészülés
2014 júliusában lemondott a szervezőbizottság elnöke, Kim Dzsinszon (김진선, Kim Jin-seon). 2015 januárjában cáfolták azt a lehetőséget, hogy néhány versenyszámot Észak-Koreában rendezzenek meg. 2012 júliusában elkezdték egy nagysebességű vasút építését amely Phjongcshangot köti majd össze Szöullal.
Az olimpiára fejlesztettek ki magyar és amerikai szakemberek egy felhő alapú sportorvosi analitikai rendszert.

### Olimpiai falu
A falu alapkövét 2015. szeptember 22-én rakták le. Az építkezés 2015-ben számított ára 152 millió dollár (körülbelül 42 milliárd forint) volt. A falu 42 ezer négyzetméteren terült el. A beruházás befejezése 2017 szeptembere volt. Az épületekben 3500 személy elhelyezésére nyílt lehetőség. Az olimpia után az építményeket lakásként használják tovább.

## Kabalaállat
2016 júniusában mutatták be az olimpia kabaláját Szuhorangot (수호랑, Suhorangot), a fehér tigrist. A tigris a koreai népmesékben az erő, a bizalom, a védelem jelképe. A kabala elnevezése a szuho (수호; „védelmező”, suho) és a horangi (호랑이; „tigris”) szavak összetételéből jött létre. A szöuli olimpia kabalája szintén egy tigris, Hodori volt.

## Versenyszámok
2015 júniusában az olimpia programjába bekerültek: a curling vegyes páros, a big air, az alpesi sí csapat, valamint a gyorskorcsolya tömegrajtos versenyszámok. Ugyanekkor lekerült a műsorról a  parallel slalom versenye.

## Menetrend
| ● | Nyitóünnepség | ● | Versenynapok | ● | Döntők | G | Bemutató gála | ● | Záróünnepség |

| Február                    | Február                    | 08 | 09 | 10 | 11 | 12 | 13 | 14 | 15 | 16 | 17 | 18 | 19 | 20 | 21 | 22 | 23 | 24 | 25  | Versenyszámok |
| -------------------------- | -------------------------- | -- | -- | -- | -- | -- | -- | -- | -- | -- | -- | -- | -- | -- | -- | -- | -- | -- | --- | ------------- |
| Ünnepségek                 | Ünnepségek                 |    | ●  |    |    |    |    |    |    |    |    |    |    |    |    |    |    |    | ●   |               |
| Alpesisí                   | Alpesisí                   |    |    |    |    |    | 1  |    | 2  | 2  | 1  | 1  |    |    | 1  | 2  |    | 1  |     | 11            |
| Biatlon                    | Biatlon                    |    |    | 1  | 1  | 2  |    |    | 2  |    | 1  | 1  |    | 1  |    | 1  | 1  |    |     | 11            |
| Bob                        | Bob                        |    |    |    |    |    |    |    |    |    |    | ●  | 1  | ●  | 1  |    |    | ●  | 1   | 3             |
| Curling                    | Curling                    | ●  | ●  | ●  | ●  | ●  | 1  | ●  | ●  | ●  | ●  | ●  | ●  | ●  | ●  | ●  | ●  | 1  | 1   | 3             |
| Északi összetett           | Északi összetett           |    |    |    |    |    |    | 1  |    |    |    |    |    | 1  |    | 1  |    |    |     | 3             |
| Gyorskorcsolya             | Gyorskorcsolya             |    |    | 1  | 1  | 1  | 1  | 1  | 1  | 1  |    | 1  | 1  |    | 2  |    | 1  | 2  |     | 14            |
| Jégkorong                  | Jégkorong                  |    |    | ●  | ●  | ●  | ●  | ●  | ●  | ●  | ●  | ●  | ●  | ●  | ●  | 1  | ●  | ●  | 1   | 2             |
| Műkorcsolya                | Műkorcsolya                |    | ●  |    | ●  | 1  |    | ●  | 1  | ●  | 1  |    | ●  | 1  | ●  |    | 1  |    | G   | 5             |
| Rövidpályás gyorskorcsolya | Rövidpályás gyorskorcsolya |    |    | 1  |    |    | 1  |    |    |    | 2  |    |    | 1  |    | 3  |    |    |     | 8             |
| Síakrobatika               | Síakrobatika               |    | ●  |    | 1  | 1  |    |    | ●  | 1  | 1  | 2  | ●  | 1  | 1  | 1  | 1  |    |     | 10            |
| Sífutás                    | Sífutás                    |    |    | 1  | 1  |    | 2  |    | 1  | 1  | 1  | 1  |    |    | 2  |    |    | 1  | 1   | 12            |
| Síugrás                    | Síugrás                    | ●  |    | 1  |    | 1  |    |    |    | ●  | 1  |    | 1  |    |    |    |    |    |     | 4             |
| Snowboard                  | Snowboard                  |    |    | ●  | 1  | 1  | 1  | 1  | 1  | 1  |    |    | ●  |    | ●  | 1  |    | 3  |     | 10            |
| Szánkó                     | Szánkó                     |    |    | ●  | 1  | ●  | 1  | 1  | 1  |    |    |    |    |    |    |    |    |    |     | 4             |
| Szkeleton                  | Szkeleton                  |    |    |    |    |    |    |    | ●  | 1  | 1  |    |    |    |    |    |    |    |     | 2             |
| Összes aznapi döntő        | Összes aznapi döntő        |    |    | 5  | 6  | 7  | 8  | 4  | 9  | 7  | 9  | 6  | 3  | 5  | 7  | 10 | 4  | 8  | 4   | 102           |
| Összesítés                 | Összesítés                 |    |    | 5  | 11 | 18 | 26 | 30 | 39 | 46 | 55 | 61 | 64 | 69 | 76 | 86 | 90 | 98 | 102 |               |
| Február                    | Február                    | 08 | 09 | 10 | 11 | 12 | 13 | 14 | 15 | 16 | 17 | 18 | 19 | 20 | 21 | 22 | 23 | 24 | 25  | Versenyszámok |

## Éremtáblázat
Jelmagyarázat:
| Dél-Korea (rendező nemzet) |
| Magyarország               |

- Sorrend: aranyérmek száma, ezüstérmek száma, bronzérmek száma, nemzetnév

| A 2018. évi téli olimpiai játékok éremtáblázatának első tíz helyezettje | A 2018. évi téli olimpiai játékok éremtáblázatának első tíz helyezettje | A 2018. évi téli olimpiai játékok éremtáblázatának első tíz helyezettje | A 2018. évi téli olimpiai játékok éremtáblázatának első tíz helyezettje | A 2018. évi téli olimpiai játékok éremtáblázatának első tíz helyezettje | Olimpia  |
| ----------------------------------------------------------------------- | ----------------------------------------------------------------------- | ----------------------------------------------------------------------- | ----------------------------------------------------------------------- | ----------------------------------------------------------------------- | -------- |
|                                                                         | Ország                                                                  | Arany                                                                   | Ezüst                                                                   | Bronz                                                                   | Összesen |
| 1.                                                                      | Norvégia (NOR)                                                          | 14                                                                      | 14                                                                      | 11                                                                      | 39       |
| 2.                                                                      | Németország (GER)                                                       | 14                                                                      | 10                                                                      | 7                                                                       | 31       |
| 3.                                                                      | Kanada (CAN)                                                            | 11                                                                      | 8                                                                       | 10                                                                      | 29       |
| 4.                                                                      | Egyesült Államok (USA)                                                  | 9                                                                       | 8                                                                       | 6                                                                       | 23       |
| 5.                                                                      | Hollandia (NED)                                                         | 8                                                                       | 6                                                                       | 6                                                                       | 20       |
| 6.                                                                      | Svédország (SWE)                                                        | 7                                                                       | 6                                                                       | 1                                                                       | 14       |
| 7.                                                                      | Dél-Korea (KOR)                                                         | 5                                                                       | 8                                                                       | 4                                                                       | 17       |
| 8.                                                                      | Svájc (SUI)                                                             | 5                                                                       | 6                                                                       | 4                                                                       | 15       |
| 9.                                                                      | Franciaország (FRA)                                                     | 5                                                                       | 4                                                                       | 6                                                                       | 15       |
| 10.                                                                     | Ausztria (AUT)                                                          | 5                                                                       | 3                                                                       | 6                                                                       | 14       |
|                                                                         |                                                                         |                                                                         |                                                                         |                                                                         |          |
| 21.                                                                     | Magyarország (HUN)                                                      | 1                                                                       | 0                                                                       | 0                                                                       | 1        |

## Magyar szereplés
Magyarország a játékok történetében először ezen a téli olimpián nyert aranyérmet.
Érmesek
| Érem  | Versenyző                                                | Sportág                    | Versenyszám        |
| ----- | -------------------------------------------------------- | -------------------------- | ------------------ |
| Arany | Burján Csaba Knoch Viktor Liu Shaoang Liu Shaolin Sándor | Rövidpályás gyorskorcsolya | Férfi 5000 m váltó |